# Marinovți, Gabrovo
Marinovți (în bulgară Мариновци) este un sat în comuna Sevlievo, regiunea Gabrovo,  Bulgaria. 

## Demografie
Componența etnică a satului Marinovți
     Bulgari (83,33%)
     Romi (16,66%)
     Nicio identificare (0%)
     Altele (0%)
La recensământul din 2011, populația satului Marinovți era de 36 locuitori. Din punct de vedere etnic, majoritatea locuitorilor (83,33%) erau bulgari, cu o minoritate de romi (16,66%). Pentru 0,0% din locuitori nu este cunoscută apartenența etnică.